# Freya decorata
Freya decorata là một loài nhện trong họ Salticidae.
Loài này thuộc chi Freya. Freya decorata được Carl Ludwig Koch miêu tả năm 1846.